# 广埠屯站
广埠屯站位于中华人民共和国湖北省武汉市洪山区，是武汉地铁2号线的地铁车站。该站曾被武大口腔医院冠名，冠名期间全名是“口腔医院·广埠屯站”。但二号线冠名因网民反对现已取消。

## 车站结构

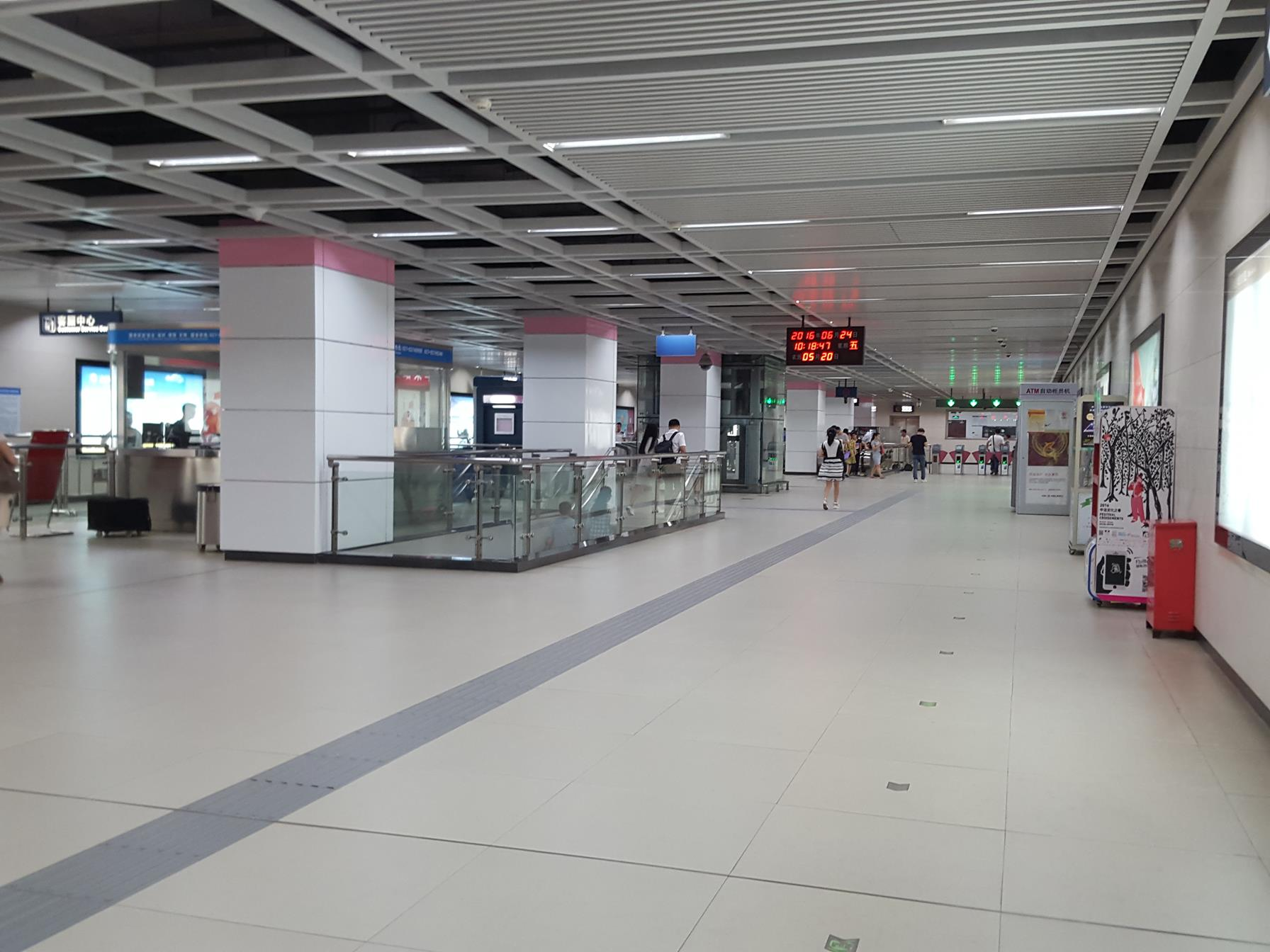
站廳層

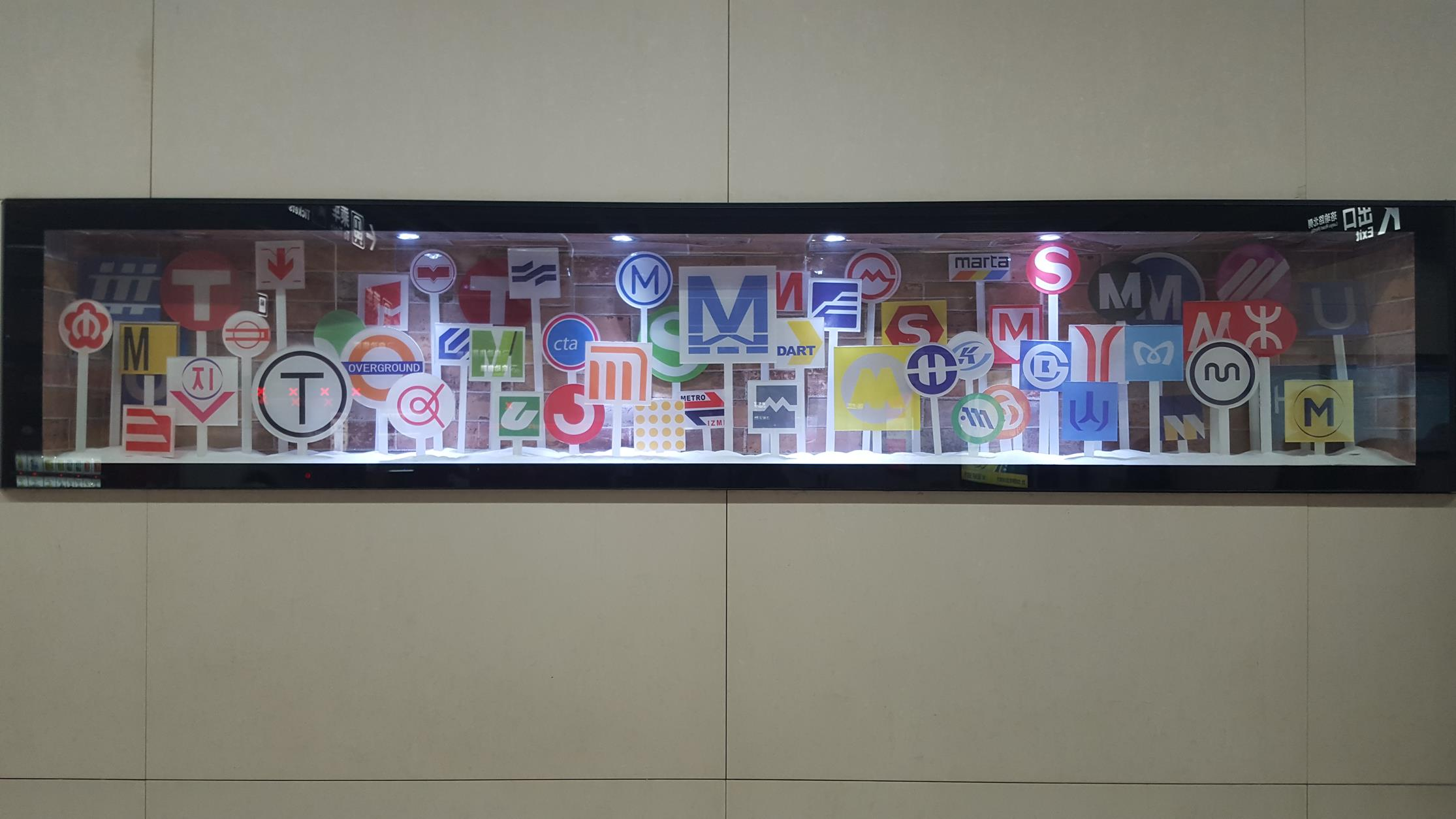
車站藝術裝置

车站位于珞喻路与广八路的丁字路口处，延珞喻路布置。车站于2008年6月完成招标。车站总长534.7米，总建筑面积26710.68平方米（含物业），共设有十个出入口。采用明挖法施工。车站为线间距13米的地下岛式两层车站：地下一层为站厅层，地下二层为站台层。站后设有折返线。
该站因地处电子产品交易中心，且含有存车线及大量设备，便以钢结构为支撑搭建起一个整体，以铝板作为表皮，透过 LED 灯管模拟电路板，形成站外装饰。

### 楼层分布
| 地面     | 地面               | 出入口                                         |  |  |
| 地下一层 | 站厅               | 售票机、客服中心、车站商店、武漢通充值、洗手間 |  |  |
| 地下二层 |                    | █ 2号线 往天河机场（街道口）                   |  |  |
|          | 岛式站台，左侧开门 |                                                |  |  |
|          |                    | █ 2号线 往佛祖岭（虎泉）                       |  |  |

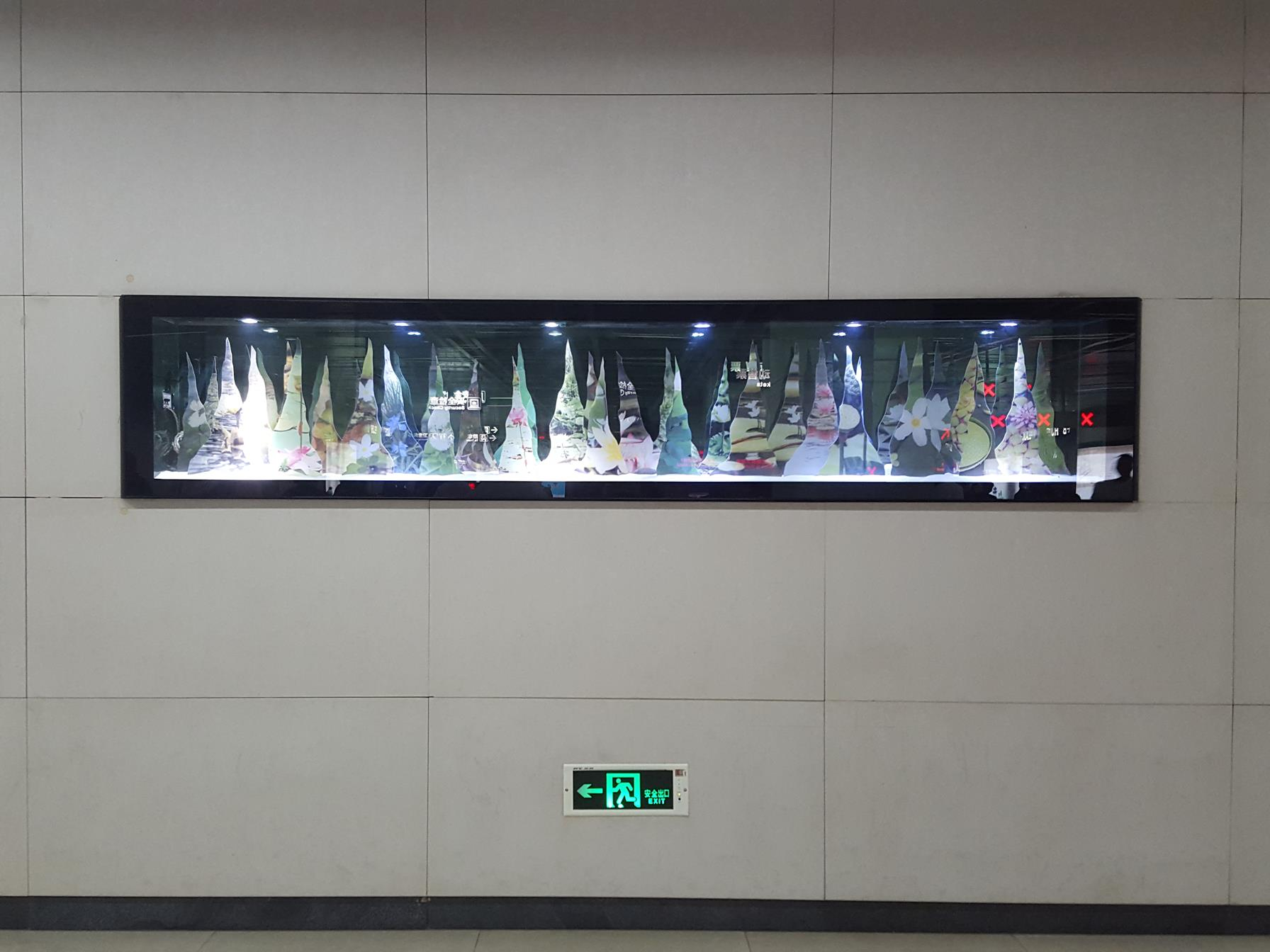
藝術盒
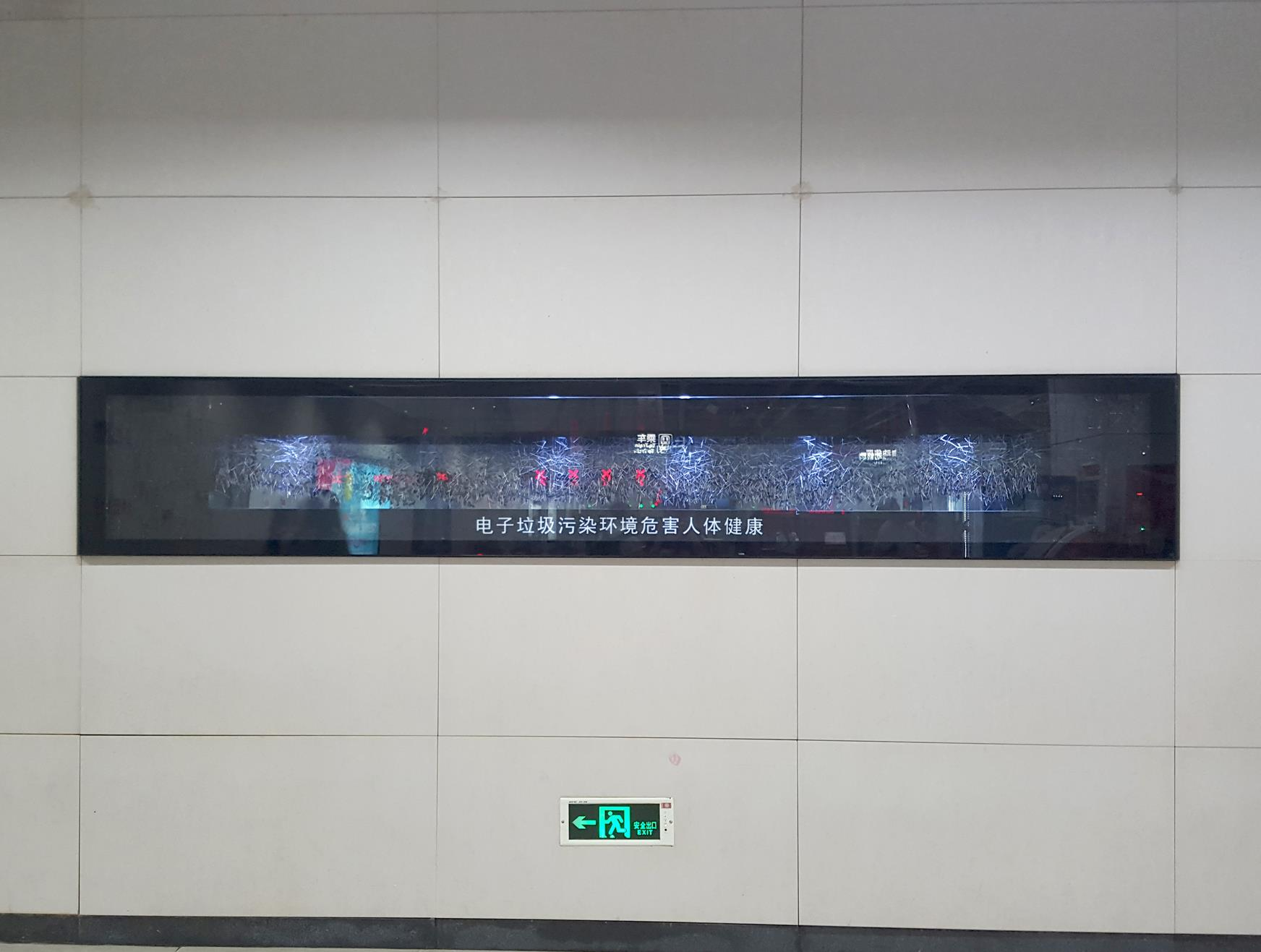
藝術盒
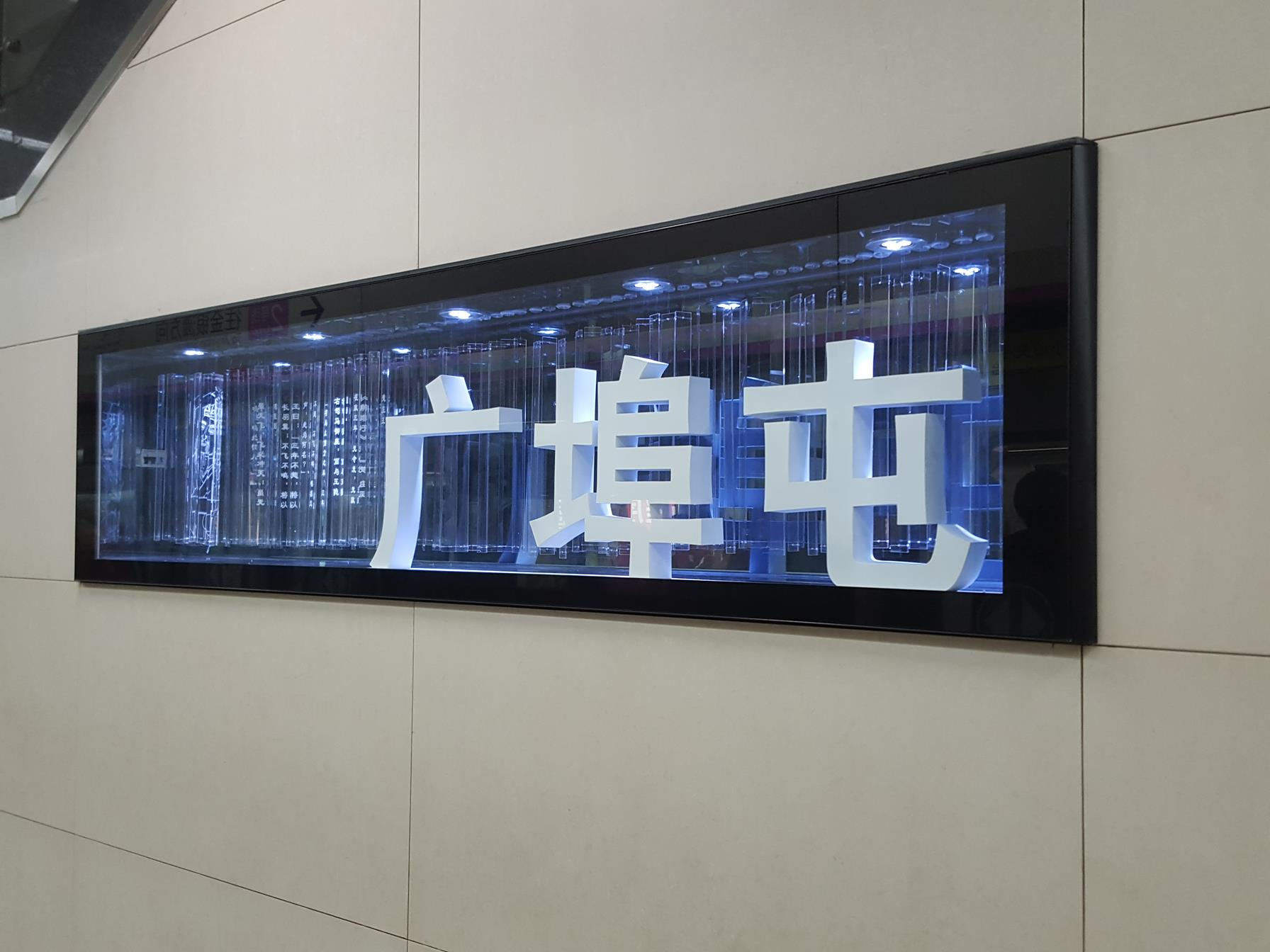
立體站名

### 車站出口
|                                                 |          |          | |
| 出口編號                                        | 設施     | 照片     | 建議前往的目的地                                                                                              |
| A                                               |          |          | 珞喻路 環山北路、華中師範大學北門、華中電腦數碼城、廣埠屯資訊廣場、東湖風景區地方稅務局、武漢化工區地方稅務局 |
| B                                               |          |          | 珞喻路 維多利大廈                                                                                             |
| C                                               | 緊急出口 | 緊急出口 | |
| D                                               |          |          | 珞喻路 七二二研究所                                                                                           |
| H                                               |          |          | 珞喻路 武漢大學口腔醫學院、武漢大學口腔醫院、武漢第二中西醫結合醫院                                           |
| J                                               |          |          | 珞喻路 武漢電腦城、武漢電力職業技術學校                                                                       |
| K                                               |          |          | 廣八路 廣八路、武漢大學南門、武漢電腦大世界、匯通大廈                                                         |
| 注： 設有升降機 \| 設有輪椅升降台 \| 設有洗手間 |          |          | |

## 站名历史
广埠屯站来源于当地地名，得名自明成祖时期，楚王的护卫军屯垦之地。

## 邻近地区
该站位于武汉电子一条街的东侧。
车站东侧出口武汉大学口腔医学院，北出口是武汉电脑大世界与武汉大学信息学部，南侧出口是中船重工七二二研究所，西侧出口为广埠屯电脑资讯广场、华中师范大学、武汉市洪山分局税务大楼。

### 内部链接
- 武汉地铁车站列表